# Alpe della Luna
Alpe della Luna este o arie protejată (arie specială de conservare — SAC, sit de importanță comunitară — SCI) din Italia întinsă pe o suprafață de 3.397 ha, integral pe uscat.

## Localizare
Centrul sitului Alpe della Luna este situat la coordonatele 43°39′05″N 12°09′46″E / 43.651389°N 12.162778°E.

## Înființare
Situl Alpe della Luna a fost declarat sit de importanță comunitară în iunie 1995 pentru a proteja 1 specie de plante și 20 de specii de animale. Situl a fost protejat și ca arie specială de conservare în mai 2016.

## Biodiversitate
Situată în ecoregiunea continentală, aria protejată conține 14 habitate naturale: Păduri de fag Asperulo-Fagetum, Păduri de Castanea sativa, Formațiuni de Juniperus communis pe lande sau pajiști calcaroase, Păduri de fag din Apenini cu Taxus și Ilex, Păduri panonice-balcanice de stejar turcesc - stejar sesil, Păduri pe pante, grohotișuri și ravene de Tilio-Acerion, Pajiști uscate europene, Pajiști uscate seminaturale și facies de acoperire cu tufișuri pe substraturi calcaroase (Festuco-Brometalia) (* situri importante pentru orhidee), Liziere de ierburi înalte hidrofile de câmpie și de nivel montan până la alpin, Fânețe de joasă altitudine (Alopecurus pratensis, Sanguisorba officinalis), Păduri aluvionare cu Alnus glutinosa și Fraxinus excelsior (Alno-Padion, Alnion incanae, Salicion albae), Lacuri eutrofice naturale cu vegetație de tip Magnopotamion sau Hydrocharition, Pajiști carstice calcaroase sau bazofile, de Alysso-Sedion albi, Peșteri inaccesibile publicului.
La baza desemnării sitului se află mai multe specii protejate:
- plante (1): Himantoglossum adriaticum
- păsări (14): uliu porumbar (Accipiter gentilis), acvilă de munte (Aquila chrysaetos), caprimulg (Caprimulgus europaeus), șerpar (Circaetus gallicus), erete de stuf (Circus aeruginosus), erete cenușiu (Circus pygargus), prepeliță (Coturnix coturnix), presură galbenă (Emberiza citrinella), șoim călător (Falco peregrinus), vânturel roșu (Falco tinnunculus), sfrâncioc roșiatic (Lanius collurio), ciocârlie de pădure (Lullula arborea), viespar (Pernis apivorus), codroșul de pădure (Phoenicurus phoenicurus)
- amfibieni (2): Bombina pachypus, Triturus carnifex
- mamifere (2): lupul (Canis lupus), liliacul mic cu potcoavă (Rhinolophus hipposideros)
- nevertebrate (2): rădașcă (Lucanus cervus), Rosalia alpina

Pe lângă speciile protejate, pe teritoriul sitului au mai fost identificate 40 de specii de plante, 1 specie de păsări, 7 specii de amfibieni, 4 specii de mamifere, 9 specii de nevertebrate, 4 specii de reptile.